# Cueva de Traúno
La Cueva de Traúno está situada en la localidad asturiana de Cáraves, Trescares en Peñamellera Alta. Esta cueva contiene restos de arte rupestre. 
Se encuentran en la cueva los denominados lineales exteriores unas incisiones de surco profundo que formaban líneas paralelas  o series de líneas entrecruzadas.
La datación de las pinturas es muy complicada al conservarse solo este tipo de grabados y no otros con formas figurativas.
Está protegida como Bien de Interés Cultural.
- Datos: Q5794180